# Kamla Persad-Bissessar
Kamla Persad-Bissessar, född 22 april 1952 i Siparia, var den sjätte premiärministern för Republiken Trinidad och Tobago i Karibien, från den 26 maj 2010 till den 9 september 2015 då hon efterträddes av Keith Rowley. Hon var landets första kvinnliga statsminister.
Persad-Bissessar är den politiska ledaren av partiet United National Congress, och hon är ledare för People’s Partnership som är en koalition av fem partier, som bildades inför valet den 24 maj 2010. Hon är den första kvinnan som utnämnts till tillförordnad justitieminister, premiärminister och oppositionsledare i Trinidad och Tobago. År 2010 blev hon politisk ledare för oppositionspartiet United National Congress. 
Kamla Persad-Bissessar utexaminerades från Iere High School och gick vidare med sina studier vid universitetet i Karibien, Norwood Technical College i England och senare till Hugh Wooding Law School. I 2006 blev hon Executive Master in Business Administration (EMBA) vid Arthur Lok Jack Graduate School of Business i Trinidad. 
Efter att ha avslutat sina studier gick Persad-Bissessar in i läraryrket. Hon undervisade vid St. Andrew High School i Kingston i Jamaica och på Mona Campus i Jamaica. Senare undervisade hon vid St. Augustine campus vid University of the West Indies i Trinidad. På Jamaica College of Insurance var hon också anställd som föreläsare. Efter att ha varit lärare i sex år började Persad-Bissessar arbeta som advokat. 
Persad-Bissessar har varit ledamot av parlamentet för valkretsen Siparia sedan 1995. Hon satt också som tillförordnad justitieminister ett tag under 1995. Då partiet United National Congress bildade regering den 22 december 2000 blev hon utbildningsminister.